# بیم‌سنج

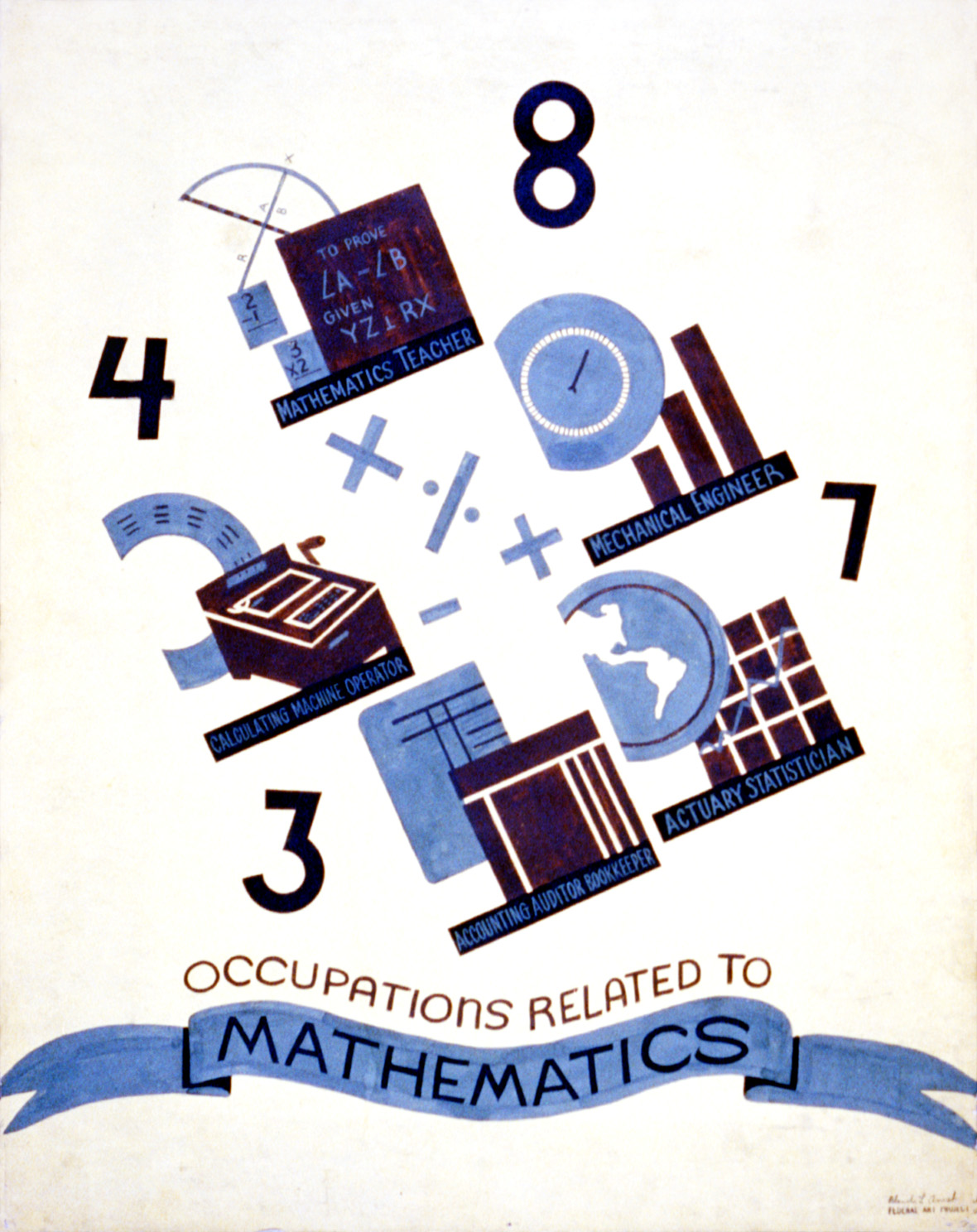
مشاغل مرتبط با ریاضیات: معلم ریاضی، اپراتور ماشین حساب، مهندس مکانیک، حسابرس حسابداری، حسابرس، آمارگیر.

بیم‌سنج فرد متخصص در برآورد اثرات مالی مخاطره و عدم قطعیت بر تجارت، فعالیتهای اقتصادی و مالی، بیمه، و بانک. بخشی از آن مدیریت مخاطره را در شرکت‌ها در برمی گیرد که شامل بررسی ترازنامه و میزان دارایی‌ها و بدهی‌های شرکتها می‌باشد.
بیم‌سنج‌ها با محاسبات ریاضی احتمال وقوع انواع مختلف یک رخداد و نتایج مالی آنها سعی بر حداقل کردن زیان و هزینه دارند. از آنجا که برخی از رخدادها نظیر مرگ اجتناب ناپذیرند، با محاسبه احتمال آنها اثرات مالی از پیش محاسبه می‌شود که از نتایج آن جدولهای مرگ و میر است. نام این علم بیم‌سنجی است و دامنه کاربرد گسترده‌ای در بیمه، بیمه اتکایی، صندوقهای بازنشستگی و برنامه‌های تأمین اجتماعی دارد.
بنیان‌گذار این علم در سده‌های اخیر جیمز دادسون انگلیسی است که کارهای او منجر به تأسیس انجمن ارزیابی طول عمر در سال ۱۷۶۲ در لندن شد. یک بیم‌سنج باید دارای مهارت در دانش‌های آمار، اقتصاد، رایانه، احتمالات، ریاضیات، و مالی باشد. این تخصص بسیار مورد نیاز و دارای حقوق بالایی می‌باشد و افراد با گذراندن دوره‌های دانشگاهی ، کسب تجربه و شرکت در آزمون‌های کسب صلاحیت شایستگی این شغل را کسب می‌کنند.